# Шура-Метлинецкая
Шура-Метлинецкая (укр. Шура-Мітлинецька) — село на Украине, находится в Гайсинском районе Винницкой области.
Код КОАТУУ — 0520884209. Население по переписи 2001 года составляет 423 человека. Почтовый индекс — 23721. Телефонный код — 4334.
Занимает площадь 1,733 км².

## Адрес местного совета
23720, Винницкая область, Гайсинский р-н, с.Метлинцы, ул.К.Маркса